# Агилкур
Агилкур (фр. Aguilcourt) насеље је и општина у североисточној Француској у региону Пикардија, у департману Ен (Пикардија) која припада префектури Лаон.
По подацима из 2011. године у општини је живело 371 становника, а густина насељености је износила 35,1 становника/km². Општина се простире на површини од 10,57 km². Налази се на средњој надморској висини од 35 метара (максималној 102 m, а минималној 54 m).

## Демографија
| 1962. | 1968. | 1975. | 1982. | 1990. | 1999. | 2011. |
| ----- | ----- | ----- | ----- | ----- | ----- | ----- |
| 224   | 242   | 228   | 252   | 328   | 359   | 371   |

График промене броја становника у току последњих година